# Don Dubbins
Don Dubbins (New York, 28 giugno 1928 – Greenville, 17 agosto 1991) è stato un attore statunitense.
Ha recitato in 14 film e in oltre 100 produzioni televisive. È stato accreditato anche con il nome Donald Dubbins.

## Filmografia

### Cinema
- Da qui all'eternità (From Here to Eternity), regia di Fred Zinnemann (1953)
- L'ammutinamento del Caine (The Caine Mutiny), regia di Edward Dmytryk (1954)
- La legge del capestro (Tribute to a Bad Man), regia di Robert Wise (1956)
- Quegli anni selvaggi (These Wilder Years), regia di Roy Rowland (1956)
- The D.I., regia di Jack Webb (1957)
- I rinnegati dell'isola misteriosa (Enchanted Island), regia di Allan Dwan (1958)
- Dalla Terra alla Luna (From the Earth to the Moon), regia di Byron Haskin (1958)
- Intrigo a Stoccolma (The Prize), regia di Mark Robson (1963)
- Sparatorie ad Abilene (Gunfight in Abilene), regia di William Hale (1967)
- L'uomo illustrato (The Illustrated Man), regia di Jack Smight (1969)
- Ragazzo la tua pelle scotta (The Learning Tree), regia di Gordon Parks (1969)
- The Hoax, regia di Robert Anderson (1972)
- Il giustiziere della notte 2 (Death Wish II), regia di Michael Winner (1982)
- The Fix, regia di Will Zens (1984)

### Televisione
- The Doctor – serie TV, episodio 1x26 (1953)
- Danger – serie TV, un episodio (1953)
- Kraft Television Theatre – serie TV, 3 episodi (1954-1957)
- The Mask – serie TV, un episodio (1954)
- Goodyear Television Playhouse – serie TV, un episodio (1954)
- Robert Montgomery Presents – serie TV, un episodio (1954)
- Star Tonight – serie TV, un episodio (1955)
- The Court of Last Resort – serie TV, episodi 1x09-1x20 (1957-1958)
- Climax! – serie TV, episodio 3x46 (1957)
- Le grandi fiabe (Shirley Temple's Storybook) – serie TV, un episodio (1958)
- Gunsmoke – serie TV, 4 episodi (1959-1964)
- Alfred Hitchcock presenta (Alfred Hitchcock Presents) – serie TV, un episodio (1959)
- Sugarfoot – serie TV, episodi 2x15-2x16 (1959)
- Alcoa Presents: One Step Beyond – serie TV, un episodio (1959)
- Gli uomini della prateria (Rawhide) - serie TV, episodio 1x14 (1959)
- Men Into Space – serie TV, episodio 1x03 (1959)
- Il tenente Ballinger (M Squad) – serie TV, un episodio (1959)
- Playhouse 90 – serie TV, un episodio (1959)
- Wichita Town – serie TV, episodio 1x13 (1959)
- The Alaskans – serie TV, episodio 1x16 (1960)
- Hawaiian Eye – serie TV, episodio 1x17 (1960)
- Ai confini della realtà (The Twilight Zone) - serie TV, episodio 1x20 (1960)
- Overland Trail – serie TV, un episodio (1960)
- Johnny Ringo – serie TV, un episodio (1960)
- Lo sceriffo indiano (Law of the Plainsman) – serie TV, episodio 1x25 (1960)
- Ricercato vivo o morto (Wanted: Dead or Alive) – serie TV, episodio 2x27 (1960)
- Bonanza – serie TV, un episodio (1960)
- The Rifleman – serie TV, un episodio (1960)
- Dan Raven – serie TV, un episodio (1960)
- Perry Mason – serie TV, 7 episodi (1961-1966)
- I racconti del West (Zane Grey Theater) – serie TV, un episodio (1961)
- Carovana (Stagecoach West) – serie TV, episodio 1x22 (1961)
- Il magnifico King (National Velvet) – serie TV, episodio 1x32 (1961)
- Avventure in paradiso (Adventures in Paradise) – serie TV, episodio 3x01 (1961)
- Il dottor Kildare (Dr. Kildare) – serie TV, un episodio (1962)
- Scacco matto (Checkmate) – serie TV, episodio 2x33 (1962)
- Route 66 – serie TV, un episodio (1963)
- G.E. True – serie TV, episodio 1x23 (1963)
- Indirizzo permanente (77 Sunset Strip) – serie TV, episodio 5x24 (1963)
- The Lloyd Bridges Show – serie TV, un episodio (1963)
- Il fuggiasco (The Fugitive) – serie TV, 2 episodi (1964-1966)
- La grande avventura (The Great Adventure) – serie TV, episodio 1x20 (1964)
- Petticoat Junction – serie TV, un episodio (1964)
- The Crisis (Kraft Suspense Theatre) – serie TV, un episodio (1964)
- Strega per amore (I Dream of Jeannie) – serie TV, 2 episodi (1965-1970)
- I giorni di Bryan (Run for Your Life) – serie TV, un episodio (1965)
- Il virginiano (The Virginian) – serie TV, episodio 4x13 (1965)
- F.B.I. (The F.B.I.) – serie TV, 3 episodi (1966-1969)
- Twelve O'Clock High – serie TV, un episodio (1966)
- I sentieri del west (The Road West) – serie TV, episodio 1x06 (1966)
- Dragnet 1967 – serie TV, 5 episodi (1967-1969)
- Viaggio in fondo al mare (Voyage to the Bottom of the Sea) – serie TV, un episodio (1967)
- Gli invasori (The Invaders) – serie TV, un episodio (1967)
- Peyton Place – serie TV, 3 episodi (1968)
- La grande vallata (The Big Valley) – serie TV, un episodio (1968)
- Tony e il professore (My Friend Tony) – serie TV, un episodio (1969)
- Insight – serie TV, un episodio (1969)
- Il grande teatro del west (The Guns of Will Sonnett) – serie TV, un episodio (1969)
- Mod Squad, i ragazzi di Greer (The Mod Squad) – serie TV, 2 episodi (1970-1972)
- Dove vai Bronson? (Then Came Bronson) – serie TV, un episodio (1970)
- Mannix – serie TV, un episodio (1970)
- Run, Simon, Run – film TV (1970)
- Medical Center – serie TV, un episodio (1971)
- Lo sceriffo del sud (Cade's County) – serie TV, un episodio (1972)
- Banacek – serie TV, un episodio (1972)
- Search – serie TV, un episodio (1972)
- Barnaby Jones – serie TV, 5 episodi (1973-1978)
- A tutte le auto della polizia (The Rookies) – serie TV, un episodio (1973)
- Adam-12 – serie TV, un episodio (1973)
- Kung Fu – serie TV, un episodio (1973)
- Outrage – film TV (1973)
- Dove corri Joe? (Run, Joe, Run) – serie TV, un episodio (1974)
- The Wide World of Mystery – serie TV, un episodio (1974)
- The Fisher Family – serie TV, un episodio (1974)
- Firehouse Squadra 23 (Firehouse) – serie TV, un episodio (1974)
- Cannon – serie TV, un episodio (1974)
- Alla ricerca di un sogno (The New Land) – serie TV, un episodio (1974)
- Il cacciatore (The Manhunter) – serie TV, un episodio (1974)
- Petrocelli – serie TV, un episodio (1975)
- Movin' On – serie TV, un episodio (1975)
- La casa nella prateria (Little House on the Prairie) – serie TV, 2 episodi (1977-1981)
- Agenzia Rockford (The Rockford Files) – serie TV, un episodio (1978)
- Project UFO – serie TV, un episodio (1978)
- Fantasilandia (Fantasy Island) – serie TV, un episodio (1978)
- Sulle strade della California (Police Story) – serie TV, un episodio (1978)
- L'incredibile Hulk (The Incredible Hulk) – serie TV, episodio 3x02 (1979)
- La famiglia Bradford (Eight Is Enough) – serie TV, un episodio (1981)
- Dynasty – serie TV, 4 episodi (1982-1988)
- Mork & Mindy – serie TV, un episodio (1982)
- Capitol – serie TV (1984)
- Trapper John (Trapper John, M.D.) – serie TV, un episodio (1983)
- Simon & Simon – serie TV, un episodio (1983)
- I ragazzi del computer (Whiz Kids) – serie TV, un episodio (1983)
- California (Knots Landing) – serie TV, un episodio (1983)
- Hotel – serie TV, un episodio (1984)
- CBS Schoolbreak Special – serie TV, un episodio (1984)
- Autostop per il cielo (Highway to Heaven) – serie TV, un episodio (1985)
- La signora in giallo (Murder, She Wrote) - serie TV, episodi 1x13 (1985)
- A Death in California – miniserie TV, 2 episodi (1985)
- Stingray – serie TV, un episodio (1986)
- Starman – serie TV, un episodio (1987)
- Hunter – serie TV, un episodio (1987)
- Separate But Equal – film TV (1991)

## Doppiatori italiani
- Gianfranco Bellini in La legge del capestro, Quegli anni selvaggi, L'uomo illustrato